# CompactFlash
Компакт-флаш картата във вид електронен носител на информация, разновидност на флаш-картите.

### История
Компакт-флаш (от англ. CompactFlash, CF) първоначално е било названието на вид устройства за съхранение на данни, използвани в преносимите електронни устройства. Отначало за направата на устройство от този тип се е използвала флаш-памет в стандартен корпус, като първото е произведено и стандартизирано от SanDisk Corporation през 1994 г. Физическите размери са подобни на ранните PC Кард Тип I карти памет и затова често тези устройства за съхранение на данни се наричат компакт-флаш карти.
Компакт-флаш картите са един от най-успешните формати за съхранение на данни, и са се задържали особено стабилно в пазарната ниша на професионалните цифрови фотоапарати. Счита се, че притежават много добра цена за единица информация в сравнение с другите типове памет, като се произвеждат и във варианти, притежаващи по-големи капацитети в сравнение с по-малките формати.

### Параметри
По отношение на външните размери съществуват два типа компакт-флаш карти – тип I (CF Type I) и тип II (CF Type II), като и двата вида се произвеждат с различни капацитети. Размерите на втория тип са съвместими и с други типове устройства за съхранение на данни – микродисковете. Ако се вземе предвид скоростта на пренос на данни, се разделят три типа – оригиналната (CF), високоскоростната (CF+/CF2.0), свръхскоростната технология от трето поколение (CF3.0) и свръхскоростна технология от четвърто поколение (CF4.0).
Компакт-флаш картите могат да се използват в стандартния слот за карти на компютъра с адаптер, а с помощта на картов четец – и през всеки стандартен интерфейс като USB или FireWire. Поради големия си размер, почти всички по-малки формати устройства за съхранение на данни могат лесно да се използват в гнездо за компакт-флаш карта с помощта на съответни адаптери – например SD/MMC, Memory Stick Duo, xD-Picture Card при тип I и SmartMedia при тип II слот.